# Чемпіонат світу з гірського та трейлового бігу 2025
Чемпіонат світу з гірського та трейлового бігу 2025 буде проведений 25-28 вересня в Канфранку.
Про надання іспанському муніципалітету права провести змагання було оголошено у травні 2023.

## Особиста першість

### Чоловіки
| Дистанція                           | Золото | Золото | Срібло | Срібло | Бронза | Бронза |
| ----------------------------------- | ------ | ------ | ------ | ------ | ------ | ------ |
| Гірський біг «вгору» (дорослі)      |        |        |        |        |        |        |
| Гірський біг «вгору-вниз» (дорослі) |        |        |        |        |        |        |
| Гірський біг «вгору-вниз» (U20)     |        |        |        |        |        |        |
| Трейл (дорослі)                     |        |        |        |        |        |        |

### Жінки
| Дистанція                           | Золото | Золото | Срібло | Срібло | Бронза | Бронза |
| ----------------------------------- | ------ | ------ | ------ | ------ | ------ | ------ |
| Гірський біг «вгору» (дорослі)      |        |        |        |        |        |        |
| Гірський біг «вгору-вниз» (дорослі) |        |        |        |        |        |        |
| Гірський біг «вгору-вниз» (U20)     |        |        |        |        |        |        |
| Трейл (дорослі)                     |        |        |        |        |        |        |

## Командна першість

### Чоловіки
| Дистанція                           | Золото | Золото | Срібло | Срібло | Бронза | Бронза |
| ----------------------------------- | ------ | ------ | ------ | ------ | ------ | ------ |
| Гірський біг «вгору» (дорослі)      |        |        |        |        |        |        |
| Гірський біг «вгору-вниз» (дорослі) |        |        |        |        |        |        |
| Гірський біг «вгору-вниз» (U20)     |        |        |        |        |        |        |
| Трейл (дорослі)                     |        |        |        |        |        |        |

### Жінки
| Дистанція                           | Золото | Золото | Срібло | Срібло | Бронза | Бронза |
| ----------------------------------- | ------ | ------ | ------ | ------ | ------ | ------ |
| Гірський біг «вгору» (дорослі)      |        |        |        |        |        |        |
| Гірський біг «вгору-вниз» (дорослі) |        |        |        |        |        |        |
| Гірський біг «вгору-вниз» (U20)     |        |        |        |        |        |        |
| Трейл (дорослі)                     |        |        |        |        |        |        |